# Санді-Спрингс
Санді-Спрингс (англ. Sandy Springs) — місто (англ. city) в США, в окрузі Фултон штату Джорджія. Населення — 108 080 осіб (2020).

## Географія
Санді-Спрингс розташоване за координатами 33°55′53″ пн. ш. 84°22′7″ зх. д. / 33.93139° пн. ш. 84.36861° зх. д. (33.931502, -84.368673).  За даними Бюро перепису населення США в 2010 році місто мало площу 99,78 км², з яких 97,49 км² — суходіл та 2,29 км² — водойми.

### Клімат
У Санді-Спрингс субтропічний океанічний клімат.
У січні та лютому 2014 року, Санді-Спрингс та Атланта пережили крижаний шторм, який отримав загальну увагу через величезні затори на всіх дорогах між штатами. Люди були змушені залишатися у своїх автомобілях на ніч при температурі нижче нуля.
| Клімат : Санді-Спрингс  | Клімат : Санді-Спрингс | Клімат : Санді-Спрингс | Клімат : Санді-Спрингс | Клімат : Санді-Спрингс | Клімат : Санді-Спрингс | Клімат : Санді-Спрингс | Клімат : Санді-Спрингс | Клімат : Санді-Спрингс | Клімат : Санді-Спрингс | Клімат : Санді-Спрингс | Клімат : Санді-Спрингс | Клімат : Санді-Спрингс | Клімат : Санді-Спрингс |
| Показник                | Січ.                   | Лют.                   | Бер.                   | Квіт.                  | Трав.                  | Черв.                  | Лип.                   | Серп.                  | Вер.                   | Жовт.                  | Лист.                  | Груд.                  | Рік                    |
| Абсолютний максимум, °C | 23,9                   | 26,7                   | 31,1                   | 32,8                   | 35,0                   | 38,3                   | 38,9                   | 38,3                   | 36,7                   | 31,1                   | 28,9                   | 24,4                   | 38,9                   |
| Середній максимум, °C   | 10,0                   | 12,8                   | 17,2                   | 21,7                   | 25,6                   | 28,9                   | 31,1                   | 30,0                   | 27,2                   | 22,2                   | 16,7                   | 11,7                   | 21,3                   |
| Середній мінімум, °C    | −1,7                   | 0,0                    | 3,3                    | 7,2                    | 12,2                   | 16,7                   | 19,4                   | 18,9                   | 15,6                   | 8,3                    | 3,9                    | 0,0                    | 8,7                    |
| Абсолютний мінімум, °C  | −23,3                  | −17,2                  | −14,4                  | −4,4                   | −0,6                   | 4,4                    | 8,9                    | 10,0                   | −2,2                   | −3,9                   | −12,2                  | −18,3                  | −23,3                  |
| Норма опадів, мм        | 136                    | 121                    | 140                    | 103                    | 118                    | 93                     | 106                    | 110                    | 98                     | 91                     | 95                     | 106                    | 1316                   |
| ----------------------- | ---------------------- | ---------------------- | ---------------------- | ---------------------- | ---------------------- | ---------------------- | ---------------------- | ---------------------- | ---------------------- | ---------------------- | ---------------------- | ---------------------- | ---------------------- |
| Джерело:                |                        |                        |                        |                        |                        |                        |                        |                        |                        |                        |                        |                        |                        |

## Демографія
Згідно з переписом 2010 року, у місті мешкали 93 853 особи в 42 334 домогосподарствах у складі 22 539 родин. Густота населення становила 941 особа/км².  Було 46955 помешкань (471/км²).
Расовий склад населення:
| - 65,0 % — білих - 20,0 % — чорних або афроамериканців - 5,0 % — азіатів - 0,3 % — корінних американців - 6,9 % — осіб інших рас |

До двох чи більше рас належало 2,7 %. Частка іспаномовних становила 14,2 % від усіх жителів.
За віковим діапазоном населення розподілялося таким чином: 21,2 % — особи молодші 18 років, 68,0 % — особи у віці 18—64 років, 10,8 % — особи у віці 65 років та старші. Медіана віку мешканця становила 34,9 року. На 100 осіб жіночої статі у місті припадало 93,0 чоловіків;  на 100 жінок у віці від 18 років та старших — 89,9 чоловіків також старших 18 років.
Середній дохід на одне домашнє господарство  становив 117 627 доларів США (медіана — 63 917), а середній дохід на одну сім'ю — 162 744 долари (медіана — 99 907). Медіана доходів становила 64 236 доларів для чоловіків та 49 263 долари для жінок. За межею бідності перебувало 12,3 % осіб, у тому числі 17,8 % дітей у віці до 18 років та 6,3 % осіб у віці 65 років та старших.
Цивільне працевлаштоване населення становило 55 353 особи. Основні галузі зайнятості: науковці, спеціалісти, менеджери — 22,7 %, освіта, охорона здоров'я та соціальна допомога — 18,8 %, мистецтво, розваги та відпочинок — 12,2 %, фінанси, страхування та нерухомість — 10,2 %.

## Транспорт
З Атлантою місто пов'язує Червона лінія метрополітену.

## Економіка
Найбільшою галуззю економіки в межах Санді-Спрингс є лікарні. Також в місті розташовані штаб-квартири та регіональні відділення різних галузей промисловості, включаючи комп'ютерні послуги, доставку посилок, телекомунікації, ЗМІ, фінансові операції та багато іншого.